# Wereldkampioenschap superbike van Phillip Island 2022
Het wereldkampioenschap superbike van Phillip Island 2022 was de twaalfde en laatste ronde van het wereldkampioenschap superbike en het wereldkampioenschap Supersport 2022. De races werden verreden op 19 en 20 november 2022 op het Phillip Island Grand Prix Circuit op Phillip Island, Australië.

## Superbike

### Race 1
| Pos | Nr | Rijder                | Constructeur | Rondes | Tijd        | Grid | Punten |
| --- | -- | --------------------- | ------------ | ------ | ----------- | ---- | ------ |
| 1   | 65 | Jonathan Rea          | Kawasaki     | 22     | 36:47.340   | 2    | 25     |
| 2   | 1  | Toprak Razgatlıoğlu   | Yamaha       | 22     | +6.247      | 4    | 20     |
| 3   | 22 | Alex Lowes            | Kawasaki     | 22     | +15.435     | 3    | 16     |
| 4   | 55 | Andrea Locatelli      | Yamaha       | 22     | +18.342     | 5    | 13     |
| 5   | 19 | Álvaro Bautista       | Ducati       | 22     | +19.369     | 1    | 11     |
| 6   | 31 | Garrett Gerloff       | Yamaha       | 22     | +36.235     | 6    | 10     |
| 7   | 47 | Axel Bassani          | Ducati       | 22     | +37.641     | 14   | 9      |
| 8   | 97 | Xavi Vierge           | Honda        | 22     | +43.137     | 9    | 8      |
| 9   | 76 | Loris Baz             | BMW          | 22     | +57.704     | 18   | 7      |
| 10  | 49 | Tetsuta Nagashima     | Honda        | 22     | +1:01.086   | 10   | 6      |
| 11  | 21 | Michael Ruben Rinaldi | Ducati       | 22     | +1:03.075   | 8    | 5      |
| 12  | 11 | Kyle Smith            | Kawasaki     | 22     | +1:06.326   | 22   | 4      |
| 13  | 12 | Javier Forés          | Ducati       | 22     | +1:07.099   | 16   | 3      |
| 14  | 44 | Lucas Mahias          | Kawasaki     | 22     | +1:08.976   | 11   | 2      |
| 15  | 35 | Hafizh Syahrin        | Honda        | 22     | +1:12.006   | 17   | 1      |
| 16  | 45 | Scott Redding         | BMW          | 22     | +1:12.785   | 12   |        |
| 17  | 36 | Leandro Mercado       | Honda        | 22     | +1:16.024   | 21   |        |
| 18  | 50 | Eugene Laverty        | BMW          | 22     | +1:22.552   | 13   |        |
| 19  | 52 | Oliver König          | Kawasaki     | 22     | +1:33.661   | 20   |        |
| 20  | 5  | Philipp Öttl          | Ducati       | 21     | +1 ronde    | 7    |        |
| DNF | 60 | Michael van der Mark  | BMW          | 19     | Ongeluk     | 15   |        |
| DNF | 3  | Kohta Nozane          | Yamaha       | 0      | Uitgevallen | 19   |        |

### Superpole
| Pos | Nr | Rijder                | Constructeur | Rondes | Tijd      | Grid | Punten |
| --- | -- | --------------------- | ------------ | ------ | --------- | ---- | ------ |
| 1   | 19 | Álvaro Bautista       | Ducati       | 10     | 16:11.935 | 1    | 12     |
| 2   | 1  | Toprak Razgatlıoğlu   | Yamaha       | 10     | +3.285    | 4    | 9      |
| 3   | 65 | Jonathan Rea          | Kawasaki     | 10     | +3.328    | 2    | 7      |
| 4   | 22 | Alex Lowes            | Kawasaki     | 10     | +6.670    | 3    | 6      |
| 5   | 55 | Andrea Locatelli      | Yamaha       | 10     | +9.238    | 5    | 5      |
| 6   | 45 | Scott Redding         | BMW          | 10     | +9.328    | 12   | 4      |
| 7   | 31 | Garrett Gerloff       | Yamaha       | 10     | +12.173   | 6    | 3      |
| 8   | 97 | Xavi Vierge           | Honda        | 10     | +13.427   | 9    | 2      |
| 9   | 12 | Javier Forés          | Ducati       | 10     | +17.416   | 16   | 1      |
| 10  | 76 | Loris Baz             | BMW          | 10     | +18.069   | 18   |        |
| 11  | 44 | Lucas Mahias          | Kawasaki     | 10     | +27.298   | 11   |        |
| 12  | 35 | Hafizh Syahrin        | Honda        | 10     | +29.522   | 17   |        |
| 13  | 47 | Axel Bassani          | Ducati       | 10     | +32.064   | 14   |        |
| 14  | 36 | Leandro Mercado       | Honda        | 10     | +35.276   | 21   |        |
| 15  | 50 | Eugene Laverty        | BMW          | 10     | +35.868   | 13   |        |
| 16  | 5  | Philipp Öttl          | Ducati       | 10     | +40.015   | 7    |        |
| 17  | 3  | Kohta Nozane          | Yamaha       | 10     | +50.920   | 19   |        |
| 18  | 11 | Kyle Smith            | Kawasaki     | 10     | +51.281   | 22   |        |
| 19  | 49 | Tetsuta Nagashima     | Honda        | 10     | +51.701   | 10   |        |
| 20  | 52 | Oliver König          | Kawasaki     | 10     | +1:03.042 | 20   |        |
| 21  | 60 | Michael van der Mark  | BMW          | 10     | +1:11.979 | 15   |        |
| 22  | 21 | Michael Ruben Rinaldi | Ducati       | 10     | +1:36.397 | 8    |        |

### Race 2
De race, die gepland stond over een lengte van 22 ronden, werd na 17 ronden afgebroken vanwege een ongeluk van Eugene Laverty en Javier Forés. De race werd niet herstart; de uitslag van de race werd samengesteld op basis van de laatste sector die de coureur had voltooid.
| Pos | Nr | Rijder                | Constructeur | Rondes | Tijd           | Grid | Punten |
| --- | -- | --------------------- | ------------ | ------ | -------------- | ---- | ------ |
| 1   | 19 | Álvaro Bautista       | Ducati       | 17     | 27:08.334      | 1    | 25     |
| 2   | 65 | Jonathan Rea          | Kawasaki     | 17     | +0.357         | 3    | 20     |
| 3   | 22 | Alex Lowes            | Kawasaki     | 17     | +1 sector      | 4    | 16     |
| 4   | 1  | Toprak Razgatlıoğlu   | Yamaha       | 17     | +1 sector      | 2    | 13     |
| 5   | 55 | Andrea Locatelli      | Yamaha       | 17     | +2 sectoren    | 5    | 11     |
| 6   | 45 | Scott Redding         | BMW          | 17     | +2 sectoren    | 6    | 10     |
| 7   | 21 | Michael Ruben Rinaldi | Ducati       | 17     | +2 sectoren    | 11   | 9      |
| 8   | 5  | Philipp Öttl          | Ducati       | 17     | +2 sectoren    | 10   | 8      |
| 9   | 49 | Tetsuta Nagashima     | Honda        | 17     | +2 sectoren    | 12   | 7      |
| 10  | 76 | Loris Baz             | BMW          | 17     | +3 sectoren    | 18   | 6      |
| 11  | 47 | Axel Bassani          | Ducati       | 17     | +3 sectoren    | 15   | 5      |
| 12  | 60 | Michael van der Mark  | BMW          | 17     | +3 sectoren    | 16   | 4      |
| 13  | 44 | Lucas Mahias          | Kawasaki     | 17     | +4 sectoren    | 13   | 3      |
| 14  | 52 | Oliver König          | Kawasaki     | 17     | +4 sectoren    | 20   | 2      |
| 15  | 36 | Leandro Mercado       | Honda        | 17     | +4 sectoren    | 21   | 1      |
| 16  | 3  | Kohta Nozane          | Yamaha       | 17     | +4 sectoren    | 19   |        |
| 17  | 35 | Hafizh Syahrin        | Honda        | 17     | +4 sectoren    | 17   |        |
| 18  | 11 | Kyle Smith            | Kawasaki     | 17     | +6 sectoren    | 22   |        |
| DNF | 50 | Eugene Laverty        | BMW          | 17     | Ongeluk        | 14   |        |
| DNF | 12 | Javier Forés          | Ducati       | 17     | Ongeluk        | 9    |        |
| DNF | 97 | Xavi Vierge           | Honda        | 13     | Schade ongeluk | 8    |        |
| DNF | 31 | Garrett Gerloff       | Yamaha       | 0      | Ongeluk        | 7    |        |

## Supersport

### Race 1
| Pos | Nr | Rijder              | Constructeur | Rondes | Tijd           | Grid | Punten |
| --- | -- | ------------------- | ------------ | ------ | -------------- | ---- | ------ |
| 1   | 55 | Yari Montella       | Kawasaki     | 18     | 32:02.504      | 3    | 25     |
| 2   | 11 | Nicolò Bulega       | Ducati       | 18     | +2.706         | 2    | 20     |
| 3   | 61 | Can Öncü            | Kawasaki     | 18     | +5.889         | 7    | 16     |
| 4   | 7  | Lorenzo Baldassarri | Yamaha       | 18     | +7.223         | 5    | 13     |
| 5   | 77 | Dominique Aegerter  | Yamaha       | 18     | +12.212        | 4    | 11     |
| 6   | 3  | Raffaele De Rosa    | Ducati       | 18     | +15.183        | 8    | 10     |
| 7   | 64 | Federico Caricasulo | Ducati       | 18     | +21.181        | 1    | 9      |
| 8   | 69 | Tom Booth-Amos      | Kawasaki     | 18     | +25.366        | 19   | 8      |
| 9   | 9  | Simon Jespersen     | Yamaha       | 18     | +31.285        | 9    | 7      |
| 10  | 99 | Adrián Huertas      | Kawasaki     | 18     | +33.492        | 13   | 6      |
| 11  | 28 | Glenn van Straalen  | Yamaha       | 18     | +1:05.418      | 15   | 5      |
| 12  | 32 | Oliver Bayliss      | Ducati       | 18     | +1:05.839      | 14   | 4      |
| 13  | 56 | Péter Sebestyén     | Yamaha       | 18     | +1:05.995      | 17   | 3      |
| 14  | 62 | Stefano Manzi       | Triumph      | 18     | +1:20.668      | 12   | 2      |
| 15  | 91 | Luca Bernardi       | Ducati       | 18     | +1:22.217      | 23   | 1      |
| 16  | 94 | Andy Verdoïa        | Yamaha       | 18     | +1:30.060      | 21   |        |
| 17  | 24 | Leonardo Taccini    | Yamaha       | 18     | +1:34.243      | 18   |        |
| DNF | 16 | Jules Cluzel        | Yamaha       | 17     | Ongeluk        | 16   |        |
| DNF | 25 | Marcel Brenner      | Yamaha       | 8      | Uitgevallen    | 24   |        |
| DNF | 50 | Ondřej Vostatek     | Yamaha       | 6      | Ongeluk        | 20   |        |
| DNF | 92 | Marcel Schrötter    | MV Agusta    | 5      | Ongeluk        | 6    |        |
| DNF | 10 | Unai Orradre        | Yamaha       | 3      | Ongeluk        | 22   |        |
| DNF | 38 | Hannes Soomer       | Triumph      | 0      | Schade ongeluk | 11   |        |
| DNF | 66 | Niki Tuuli          | MV Agusta    | 0      | Uitgevallen    | 10   |        |

### Race 2
Niki Tuuli startte de race niet vanwege een buikgriep.
| Pos | Nr | Rijder              | Constructeur | Rondes | Tijd           | Grid | Punten |
| --- | -- | ------------------- | ------------ | ------ | -------------- | ---- | ------ |
| 1   | 77 | Dominique Aegerter  | Yamaha       | 18     | 28:29.237      | 4    | 25     |
| 2   | 64 | Federico Caricasulo | Ducati       | 18     | +1.888         | 1    | 20     |
| 3   | 7  | Lorenzo Baldassarri | Yamaha       | 18     | +2.637         | 5    | 16     |
| 4   | 11 | Nicolò Bulega       | Ducati       | 18     | +7.287         | 2    | 13     |
| 5   | 55 | Yari Montella       | Kawasaki     | 18     | +7.597         | 3    | 11     |
| 6   | 3  | Raffaele De Rosa    | Ducati       | 18     | +10.707        | 8    | 10     |
| 7   | 92 | Marcel Schrötter    | MV Agusta    | 18     | +11.270        | 6    | 9      |
| 8   | 32 | Oliver Bayliss      | Ducati       | 18     | +20.480        | 13   | 8      |
| 9   | 94 | Andy Verdoïa        | Yamaha       | 18     | +20.730        | 20   | 7      |
| 10  | 28 | Glenn van Straalen  | Yamaha       | 18     | +20.841        | 14   | 6      |
| 11  | 16 | Jules Cluzel        | Yamaha       | 18     | +21.316        | 15   | 5      |
| 12  | 99 | Adrián Huertas      | Kawasaki     | 18     | +25.138        | 12   | 4      |
| 13  | 56 | Péter Sebestyén     | Yamaha       | 18     | +25.306        | 16   | 3      |
| 14  | 9  | Simon Jespersen     | Yamaha       | 18     | +25.455        | 9    | 2      |
| 15  | 38 | Hannes Soomer       | Triumph      | 18     | +26.113        | 10   | 1      |
| 16  | 91 | Luca Bernardi       | Ducati       | 18     | +31.537        | 22   |        |
| 17  | 50 | Ondřej Vostatek     | Yamaha       | 18     | +40.466        | 19   |        |
| 18  | 69 | Tom Booth-Amos      | Kawasaki     | 18     | +58.263        | 18   |        |
| 19  | 24 | Leonardo Taccini    | Yamaha       | 18     | +59.326        | 17   |        |
| 20  | 25 | Marcel Brenner      | Yamaha       | 18     | +59.349        | 23   |        |
| 21  | 10 | Unai Orradre        | Yamaha       | 18     | +1:11.559      | 21   |        |
| DNF | 62 | Stefano Manzi       | Triumph      | 6      | Schade ongeluk | 11   |        |
| DNF | 61 | Can Öncü            | Kawasaki     | 0      | Schade ongeluk | 7    |        |
| DNS | 66 | Niki Tuuli          | MV Agusta    | 0      | Ziekte         |      |        |

## Eindstanden na wedstrijd

### Superbike
| Pos | Nr | Rijder                | Team     | Punten |
| --- | -- | --------------------- | -------- | ------ |
| 1   | 19 | Álvaro Bautista       | Ducati   | 601    |
| 2   | 1  | Toprak Razgatlıoğlu   | Yamaha   | 529    |
| 3   | 65 | Jonathan Rea          | Kawasaki | 502    |
| 4   | 21 | Michael Ruben Rinaldi | Ducati   | 293    |
| 5   | 55 | Andrea Locatelli      | Yamaha   | 274    |

### Supersport
| Pos | Nr | Rijder              | Team     | Punten |
| --- | -- | ------------------- | -------- | ------ |
| 1   | 77 | Dominique Aegerter  | Yamaha   | 498    |
| 2   | 7  | Lorenzo Baldassarri | Yamaha   | 388    |
| 3   | 61 | Can Öncü            | Kawasaki | 264    |
| 4   | 11 | Nicolò Bulega       | Ducati   | 242    |
| 5   | 64 | Federico Caricasulo | Ducati   | 222    |

1990 · 1991 · 1992 · 1994 · 1995 · 1996 · 1997 · 1998 · 1999 · 2000 · 2001 · 2002 · 2003 · 2004 · 2005 · 2006 · 2007 · 2008 · 2009 · 2010 · 2011 · 2012 · 2013 · 2014 · 2015 · 2016 · 2017 · 2018 · 2019 · 2020 · 2022 · 2023 · 2024 · 2025